# Brignolizomus walteri
Brignolizomus walteri är en spindeldjursart som beskrevs av Harvey 2000. Brignolizomus walteri ingår i släktet Brignolizomus och familjen Hubbardiidae. Inga underarter finns listade.